# Bayessches Filter
Das Bayessche Filter oder Bayes-Filter ist ein rekursives probabilistisches Verfahren zur Schätzung von Wahrscheinlichkeitsverteilungen unbeobachteter Zustände eines Systems bei gegebenen Beobachtungen und Messungen. Für normalverteilte Messungen erhält man das Kalman-Filter.